# Crassignatha
Crassignatha là một chi nhện trong họ Symphytognathidae.

## Các loài
- Crassignatha danaugirangensis Miller et al., 2014
- Crassignatha ertou Miller, Griswold & Yin, 2009
- Crassignatha gudu Miller, Griswold & Yin, 2009
- Crassignatha haeneli Wunderlich, 1995
- Crassignatha longtou Miller, Griswold & Yin, 2009
- Crassignatha pianma Miller, Griswold & Yin, 2009
- Crassignatha quanqu Miller, Griswold & Yin, 2009
- Crassignatha yamu Miller, Griswold & Yin, 2009
- Crassignatha yinzhi Miller, Griswold & Yin, 2009